# Furesø Museer
Furesø Museer er et fusionsmuseum og selvejende institution som består af museerne: Mosegaarden, Immigrantmuseet og Købmandsmuseet Cornelen. I 2007 kom lagde tidligere Værløse Museum og Farum Arkiv og Museer sig sammen under navnet Furesø Museer.